# Riacho dos Cavalos
Riacho dos Cavalos is een gemeente in de Braziliaanse deelstaat Paraíba. De gemeente telt 8.301 inwoners (schatting 2009).
De gemeente grenst aan Catolé do Rocha, Brejo dos Santos, Jericó, Mato Grosso, Paulista en São Bento.

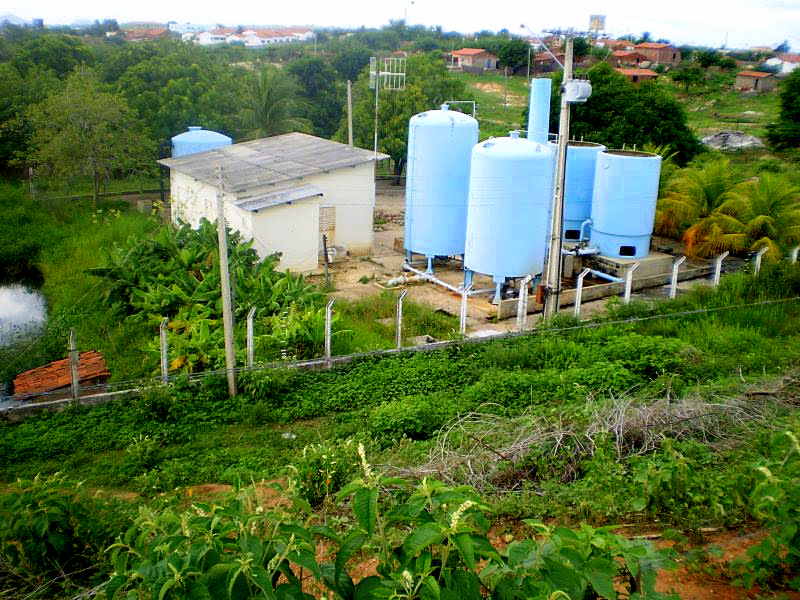
Waterinstallatie in Riacho dos Cavalos